# (5746) 1991 CK
(5746) 1991 CK es un asteroide perteneciente al cinturón de asteroides descubierto el 5 de febrero de 1991 por Masaru Arai y el astrónomo Hiroshi Mori desde el Yorii Observatory, Yorii Japón.

## Designación y nombre
Designado provisionalmente como 1991 CK.

## Características orbitales
1991 CK está situado a una distancia media del Sol de 2,329 ua, pudiendo alejarse hasta 2,831 ua y acercarse hasta 1,827 ua. Su excentricidad es 0,215 y la inclinación orbital 5,052 grados. Emplea 1298,84 días en completar una órbita alrededor del Sol.

## Características físicas
La magnitud absoluta de 1991 CK es 13,4. 